# Renée Jones (actrice)
Renée Jones (Opa-locka (Florida), 15 oktober 1958) is een Amerikaans actrice.
Ze groeide op met 5 broers en zussen in Georgia en New York. Ze werkte eerst als secretaresse en dan als model. 
Ze heeft in vele series gastrollen gespeeld maar ze is het meest bekend voor haar rol in Days of our Lives als Alexandra Brooks Carver, de dochter van Stefano DiMera. Ze speelt de rol al sinds 1993 en heeft al vele veranderingen ondergaan, eerst was ze politievrouw, dan werd ze dokter en door de slechte invloed van haar vader was ze een tijd de slechterik van Salem maar dat veranderde opnieuw na de dood van Stefano. Eind 2006 werd bekendgemaakt dat de actrice ontslagen werd. Het programma kreeg een tijd ervoor een nieuwe hoofdschrijver en die vond dat enkele personages niet in zijn visie pasten, Lexie was trouwens niet het enige slachtoffer, ook Carrie en Austin werden uit de serie geschreven. Het afscheid was echter niet van lange duur, nadat Joseph Mascolo terug naar de serie werd gehaald als Stefano DiMera werd ook Lexie terug naar Salem gebracht.
Buiten de set houdt Jones van lezen, tennis en fitness. Ze heeft ook een cursus zelfverdediging gevolgd.